# Hlásek (les)
Hlásek je nevelký les ležící v Praze nedaleko od Šáreckého údolí, od něhož ho odděluje zástavba na území Prahy-Nebušic. Je zbytkem původních lesů v této oblasti na severozápadě hlavního města. 

## Historie a popis
Oblast kolem Nebušic je osídlená a zemědělsky využívaná pastevci a rolníky po tisíciletí, proto se ve zdejší krajině střídaly lesy s poli, pastvinami a loukami. V blízkosti usedlostí a statků se nacházely zejména sady. Les Hlásek byl na stejném území již v roce 1840, jak dokládá i tehdejší mapa Stabilního katastru.
Z dřevin v lese převládají dub zimní, smrk ztepilý a borovice lesní. Na území lesa bylo v minulosti několik kamenolomů, jejichž zbytky jsou tu stále patrné.
V jihozápadním cípu Hlásku je nebušický hřbitov s novorománskou kaplí, založený v roce 1884. 
Územím lesa i po jeho okraji vede několik turistických a cyklistických stezek od Jenerálky, Liboce a Horoměřic a také necelé 3 km dlouhá naučná stezka Les Hlásek.